# 14539 Clocke Roeland
14539 Clocke Roeland eller 1997 RU9 är en asteroid i huvudbältet som upptäcktes den 10 september 1997 av den belgiske astronomen Thierry Pauwels i Uccle. Den är uppkallad efter Klokke Roeland i Gent.